# بیکینی باریستا
بیکینی باریستا زنی است که به عنوان یک باریستا فعالیت می‌کند و نوشیدنی‌های قهوه را تهیه و سرو می‌کند، در حالی که لباس‌های مانند بیکینی، لباس‌های زیر زنانه یا تاپ کوتاه همراه با بیکینی کتان یا شلوارک داغ به تن دارد. در ایالات متحده، این تکنیک بازاریابی (گاهی به عنوان سکس‌اسپرسو یا باریستا نامیده می‌شود) که در اوایل دهه ۲۰۰۰ و در منطقه سیاتل، واشینگتن آغاز شد. پدیده‌های مشابه حداقل از دهه ۱۹۸۰ در کشورهایی مانند شیلی و ژاپن ظاهر شده است.